# フアンホ・ガルニド
フアンホ・ガルニド（Juanjo Guarnido, 1967年1月1日 - ）は、スペインの漫画家、イラストレーター、元アニメーターである。彼の作品の多くはフランスから出版されており、中でもデビュー作である『ブラックサッド』が有名である。以前はフアーノ・ガルニドと表記されていたが、スペイン語の発音に忠実なフアンホに改められた。

## 来歴
グラナダ大学美術学部で絵画を学んだ後、地元出版社が刊行するマーベル・コミックの漫画において作画を手掛けるかたわら、同人誌でのコラボレーションに参加していた。1990年にマドリードに移り住み、テレビアニメの制作に3年間携わる。この時、後に漫画でパートナーを組むことになるフアン・ディアス・カナレスと出会う。1993年にフランスに移り住み、モントルイユにあるディズニーのアニメーションスタジオに務める。彼がアニメーターとして携わった仕事としては、『ノートルダムの鐘』の背景、『ヘラクレス』のハデスのアニメーション、『ターザン』のヒョウのサボーとターザンの父親の作画がある。
ディズニーを去った後、彼は再びカナレスと出会い、マドリードで出会った時から企画していた漫画シリーズ『ブラックサッド』の制作に取り掛かる。2000年、シリーズ第1作となる『影のどこかに』をフランスの出版社ダルゴーより出版、成功を収める。また、2004年には第2作『極北の国』で、アングレーム国際漫画祭において読者賞と最優秀作画賞をそれぞれ受賞する。その後も2006年に開かれた同漫画祭にて最優秀シリーズ賞を受賞。2013年に第4作『地獄と沈黙』がアイズナー賞の最優秀国際作品に選ばれ、自身も最優秀画家/マルチメディア・アーティスト賞を受賞するなど、高い評価を得ている。
漫画家以外の活動としては、スウェーデンのハードロックバンド、フリーク・キッチンのアルバム『Cooking with Pagans』(2014年)において、ジャケットのアートワークを担当した他、同アルバムに収録されている『Freak of the Week』のミュージックビデオを手掛けている。ちなみにこのミュージックビデオの製作資金はクラウドファンディングサイト・Kickstarterで支援を呼びかけて集めた寄付金で賄われている。

## 作品の特徴
代表作である『ブラックサッド』は、1950年代のアメリカを舞台にしたハードボイルド調のサスペンス作品であり、登場人物は全て、限りなく人間に近い姿で擬人化された動物なのが特徴である。また、各コマの絵は写実的な水彩画で描かれており、作品の持ち味となっている。

## 作品

### シリーズ
- ブラックサッド (Blacksad、フアン・ディアス・カナレス作、2000年-2013年、全5巻)
  1. 影のどこかに (Quelque part entres les ombres、2000年)
  2. 極北の国 (Arctic Nation、2003年)
  3. 赤い魂 [8](Âme rouge、2005年)
  4. 地獄と沈黙 [8](L'Enfer, le silence、2010年)
  5. アマリロ (Amarillo、2013年)

- 魔法 (Sorcelleries、テレサ・ヴァレーロ作、2008年-2012年、全3巻)
  1. おばあちゃんたちのバレエ (Le Ballet des mémés、2008年)
  2. 光のお祭り (Que la lumière soit fête!、2008年)
  3. 遊びはおしまい (Les Jeux sont fées、2012年)

### その他
- 時の旅人(Voyageur、エリック・スタルネルとピエール・ボワスリー作、ジャン＝ジャック・シャニョーとマルク・ブルニュらとの作画、2007年-2011年、全13巻)

※ガルニドは同作全巻の表紙イラストと第13巻でのシナリオ・作画を担当。

## 受賞歴
- 2004年 - アングレーム国際漫画祭 読者賞および最優秀作画賞：ブラックサッド第2巻『極北の国』
- 2005年 - ハーベイ賞 最優秀グラフィックアルバム(オリジナル)賞：ブラックサッド第2巻『極北の国』
- 2006年 - アングレーム国際漫画祭 最優秀シリーズ賞：ブラックサッド シリーズ
- 2011年 - アイズナー賞 最優秀画家/マルチメディア・アーティスト賞
- 2011年 - ハーベイ賞 最優秀海外漫画賞：ブラックサッド シリーズ
- 2013年 - アイズナー賞 最優秀国際作品賞および最優秀画家/マルチメディア・アーティスト賞：ブラックサッド第4巻『地獄と沈黙』
- 2013年 - ハーベイ賞 最優秀海外漫画賞：ブラックサッド第4巻『地獄と沈黙』
- 2015年 - アイズナー賞 最優秀国際作品賞：ブラックサッド第5巻『アマリロ』[9]
- 2015年 - ハーベイ賞 最優秀海外漫画賞：ブラックサッド第5巻『アマリロ』[10]

## 日本での出版
- ブラックサッド シリーズ(大西愛子訳、飛鳥新社)
  1. 『ブラックサッド 黒猫探偵』(2014年11月[11]、ISBN 486410378X)
  2. 『ブラックサッド 極北の国』(2015年4月[11]、ISBN 4864104077)
  3. 『ブラックサッド 赤い魂』(2013年10月、ISBN 4864102848)
  4. 『ブラックサッド 地獄と沈黙』(2014年4月、ISBN 4864103240)
  5. 『ブラックサッド アマリロ』(2016年4月、ISBN 4864104891)